# Iranski kalendar
Iranski kalendar (perz.: سالنمای هجری خورشیدی), poznat i kao Perzijski kalendar ili Dželalov kalendar (kalendar Jalāli). To je solarni kalendar koji se danas koristi u Iranu i Afganistanu. Počinje svake godine precizno određenom ravnodnevicom u astronomskim promatranjima iz Teherana (oko 52,5° istočne g.d., po kojem je određeno i Iransko standardno vrijeme) i Kabula, što ga čini preciznijim od gregorijanskog kalendara.
Dželalov kalendar uveo je seldžučki sultan Džalal al-Din Malik Šah I. 15. ožujka 1079. na osnovu preporuka udruge astronoma iz carske promatračnice u prijestolnici Isfahanu, među kojima je bio i Omar Hajam Kalendar je predstavljao najpreciznije izračunatu solarnu godinu tog doba, a proračuni mjeseca su počivali na prolasku Sunca kroz zodijak čime su integrirane ideje iz Surya Siddhante (Indija, 4. stoljeće). Dželalov kalendar je ostao u upotrebi osam stoljeća, a revidiran je 1925. godine poveljom iranskog Medžlisa kako bi imao pravilnije dužine mjeseci.

## Struktura kalendara

### Nova godina
Iranska kalendarska godina počinje kada i proljeće na sjevernoj polutci: u ponoć između dva uzastopna solarna podneva koja obuhvaćaju trenutak sjeverne proljetne ravnodnevice, odnosno kada Sunce prelazi nad sjevernu polutku. Ono prvo podne pripada posljednjem danu stare godine, a ono drugo prvom danu nove godine, što je blagdan Novruz. Prvi dan kalendara je i dan najvećih svečanosti u Iranu, Afganistanu i susednim krajevima, zove se Novruz (nov (novi) i ruz (dan) - "novi dan"). To je najčešće 21. ožujka, moguće je i 20. ili rjeđe 22. ožujka. 
Era se računa od Hidžre. Broj godine se dobiva tako što se od godine naše ere oduzme 621 u periodu između iranske i međunarodne nove godine, odn. 622 između međunarodne i iranske n. g.
Tekuća iranska godina (21.3.2009-20.3.2010., inkluzivno) je 1388 AP (AP = Anno Persico/Anno Persarum = Persijska godina).
Nekoliko iranskih novih godina (zvjezdicom označena prijestupna godina):
| Počinje po gregorijanskom | Iranska godina |
| ------------------------- | -------------- |
| 21.3.2007.                | 1386.          |
| 20.3.2008.                | 1387.*         |
| 21.3.2009.                | 1388.          |
| 21.3.2010.                | 1389.          |
| 21.3.2011.                | 1390.          |
| 20.3.2012.                | 1391.*         |

### Mjeseci
Godina ima 12 mjeseci, s perzijskim imenima:
| Red | Dana  | Persijski      | Persijski       | Kurdski   | Kurdski              | Dari (Varijanta persijskog u Afganistanu) | Dari (Varijanta persijskog u Afganistanu) | Afganski Pašto | Afganski Pašto  |
| Red | Dana  | Latinica       | Perzijsko pismo | Latinica  | Perzijsko pismo      | Latinica                                  | Perzijsko pismo                           | IPA            | Perzijsko pismo |
| 1   | 31    | Farvardin      | فروردین         | Xakelêwe  | خاکەلێوە             | Hamal                                     | حمل                                       | wray           | وری             |
| 2   | 31    | Ordibehesht    | اردیبهشت        | Golan     | گوڵان (بانەمەڕ)      | Sawr                                      | ثور                                       | ʁwayay         | غویی            |
| 3   | 31    | Khordād        | خرداد           | Jozerdan  | جۆزەردان             | Jawzā                                     | جوزا                                      | ʁbargolay      | غبرګولی         |
| 4   | 31    | Tir            | تیر             | Poshper   | پووشپەڕ              | Saratān                                   | سرطان                                     | tʃungaʂ        | چنګاښ           |
| 5   | 31    | Mordād/Amordād | مرداد/امرداد    | Gelawêj   | گەلاوێژ              | Asad                                      | اسد                                       | zmaray         | زمری            |
| 6   | 31    | Shahrivar      | شهریور          | Xermanan  | خەرمانان             | Sunbula                                   | سنبله                                     | wagay          | وږی             |
| 7   | 30    | Mehr           | مهر             | Rezber    | ڕەزبەر               | Mīzān                                     | میزان                                     | Təla           | تله             |
| 8   | 30    | Ābān           | آبان            | Gelarêzan | گەڵاڕێزان (خەزەڵوەر) | 'Aqrab                                    | عقرب                                      | Laɻam          | لړم             |
| 9   | 30    | Āzar           | آذر             | Sermawez  | سەرماوەز             | Qaws                                      | قوس                                       | lindəy         | لیندۍ           |
| 10  | 30    | Dey            | دی              | Befranbar | بەفرانبار            | Jaddī                                     | جدی                                       | marʁumay       | مرغومی          |
| 11  | 30    | Bahman         | بهمن            | Rêbendan  | ڕێبەندان             | Dalwa                                     | دلو                                       | salwɑʁə        | سلواغه          |
| 12  | 29/30 | Esfand         | اسفند           | Resheme   | ڕەشەمە               | Hout                                      | حوت                                       | kab            | کب              |

Dolje su dani periodi mjeseci ako godina počinje 21. ožujka (najčešći slučaj; ako godina počinje dan ranije ili kasnije, isto važi i za dolje priložene datume). Obratite pažnju da Esfand ima 29 dana u običnoj i 30 u prijestupnoj godini. Može se završiti 19, 20. ili 21. ožujka, zavisno od toga kako su raspoređene gregorijanske i iranske prijestupne godine.
| Br. | Mjesec      | Period                  |
| --- | ----------- | ----------------------- |
| 1   | Farvardin   | 21.3. – 20.4.           |
| 2   | Ordibehesht | 21.4. – 21.5.           |
| 3   | Khordad     | 22.5. – 21.6.           |
| 4   | Tir         | 22.6. – 22.7.           |
| 5   | Mordad      | 23.7. – 22.8.           |
| 6   | Shahrivar   | 22.8. – 22.9.           |
| 7   | Mehr        | 23.9. – 22.10.          |
| 8   | Aban        | 23.10. – 21.11          |
| 9   | Azar        | 22.11. – 21.12.         |
| 10  | Dey         | 22.12. – 20.1.          |
| 11  | Bahman      | 21.1. – 19.2.           |
| 12  | Esfand      | 20.2. – 19.3. ili 20.3. |

Sistemi solarnih kalendara tipično koriste prijestupnu godinu i to po jednu svake četiri godine, čime se svakoj godini dodaje 0,25 dana, čime se malo pretjeruje. Zato perzijski kalendar uvodi jedan 5-godišnji interval za prijestupnu godinu nakon svakih sedam 4-godišnjih intervala. Obično se slijedi 33-godišnji ciklus prekidan povremeno jednim podciklusom od 29 ili 37 godina i to u nadciklusu od 2820 (=21×128 + 132) godina, sa strukturom 21 × (29 + 3×33) + (29 + 2×33 + 37) godina.

### Dani tjedna
Po iranskom kalendaru svaki tjedan počinje subotom i završava petkom. Ovako se zovu dani tjedna:
| Dan         | Naziv (latinica)                   | Perzijski      |
| ----------- | ---------------------------------- | -------------- |
| subota      | šanbeh                             | شنبه           |
| nedjelja    | jekšanbeh                          | یکشنبه         |
| ponedjeljak | došanbeh                           | دوشنبه         |
| utorak      | sešanbeh                           | سه شنبه        |
| srijeda     | čaharšanbeh                        | چهارشنبه       |
| četvrtak    | pančšanbeh                         | پنجشنبه        |
| petak       | džom'eh (arap.) ili adineh (perz.) | جمعه ili آدینه |

Džom'eh (džuma ili petak) je dan glavne molitve i praznik je u većini islamskih zemalja.

### Greška godišnjih doba
Slika pokazuje razliku između iranskog kalendara (s 33-godišnjom aritmetičkom aproksimacijom) i godišnjih doba. Na Y-osi su dani greške a na X-osi godine gregorijanskog kalendara. Svaka točka predstavlja jedan datum date godine. Greška se pomiče za oko 1/4 dana godišnje i redovno se ispravlja svake 4. godine i jednim 5-godišnjim periodom kojim se završava 33-godišnji ciklus. Može se primijetiti postepeno pomicanje naviše tijekom prikazanih 500 godina.
Gregorijanski kalendar je skoro isto tako točan na duži rok, ali ima veća odstupanja (sezonske greške) tijekom više stoljeća.

## Povijest kalendara u Perziji
Perzijancima je tijekom cijele pisane povijesti bila bliska i važna ideja posjedovanja kalendara. Oni su bili jedna od prvih kultura koja je koristila solarni kalendar i dugo davala prednost solarnom u odnosu na lunarni ili lunisolarni kalendar. Sunce je i u iranskoj kulturi uvijek bilo simbol.

### Drevni kalendari
Stari perzijski natpisi i tablice ukazuju da su prvi Iranci koristili kalendar od 360 dana zasnovan na babilonskom sustavu, modificiran u skladu s njihovim vjerovanjima. Mjeseci su imali dva ili tri odjeljka, zavisno od mjesečeve mijene. Dvanaest mjeseci od po 30 dana su bili nazvani po festivalima ili aktivnostima pastoralne godine. Svakih šest godina je dodavan 13. mjesec kako bi kalendar bio usklađen s godišnjim dobima.

### Zoroastrijski kalendar
Prvi kalendari zasnovani na zoroastrijskoj kozmologiji su se pojavili u kasnijem ahemenidskom periodu (650. pr. Kr. – 330 pr. Kr.). Razvijali su se tijekom stoljeća, ali imena su slična kao danas. 
Ujedinjenom Ahemenidskom Carstvu je bio potreban prepoznatljiv iranski kalendar, jedan je razvijen po uzoru na egipatski kalendar, s 12 mjeseci od po 30 dana, svaki posvećen nekom yazata-i (Eyzad) i s četiri odjeljka nalik semitskom tjednu. 
- Četiri dana u mjesecu su bili posvećeni Ahura Mazdi i sedam dana je nazvano po šest Ameša Spenti.
- Trinaest dana su dobili: Vatra, Voda, Sunce, Mjesec, Tiri i Geuš Urvan (duša svih životinja), Mithra, Sraosha (Soroush, yazata molitve), Rashnu (Sudija), Fravashi, Bahram (yazata pobjede), Raman (Ramesh znači mir) i Vata, božanstvo vjetra.
- Tri su posvećene ženskim božanstvima, Daena (yazata religije i personifiranana svjest), Ashi (yazata sudbine) i Arshtat (pravda).
- Preostala četiri dana su dobili: Asman (gospodar neba ili Nebesa), Zam (zemlja), Manthra Spenta (Darežljiva Sveta Riječ) i Anaghra Raocha ('Beskrajna Svjetlost' raja).

Kalendar je imao značajan utjecaj na religijsku službu. Njime je utvrđen panteon glavnih božanstava i osigurano da njihova imena budu često izgovarana, jer su pri svakoj zoroastrijskoj bogoslužbi prizivane jazate dana i mjeseca. Također je pojašnjen obrazac proslava; npr. Mitrakanna ili Mehregan je slavljen na Mitrin dan Mitrinog mjeseca, a festival Tiri (Tiragan) na Tirijev dan Tirijevog mjeseca.
Nakon osvajanja Aleksandra Velikog i njegove smrti, perzijski teritoriji su pripali jednom od njegovih generala, Seleuku (312. pr. Kr.), što je bio početak iranske seleukidske dinastije. Seleukidi su na osnovu grčke tradicije uveli običaj datiranja od početka ere umjesto po vladavinama pojedinačnih kraljeva. Njihova era je postala poznata kao Aleksandrova, ili kasnije Seleukidska era. Pošto novi vladari nisu bili zoroastrijanci, svećenici zoroastrijanske vjere su izgubili svoju funkciju na kraljevskom dvoru, zbog čega su bili nezadovoljni Seleukidima. Iako su usvojili datiranje po eri, uveli su vlastitu, Zaratustrinu eru.
To je bio prvi ozbiljan pokušaj da se odrede datumi iz života proroka Zaratustre. Svećenici nisu imali zoroastrijske povijesne izvore, pa su se okrenuli babilonskim arhivama, čuvenim u starom svijetu. Tu su saznali da se u perzijskoj povijesti dogodio neki veliki događaj 228 godina pr. Aleksandrove ere. Zapravo, tada je (539. pr. Kr.) Kir Veliki osvojio Babilon. Ali svećenici su ovo pogrešno protumačili kao vrijeme kada je njihovom proroku otkrivena "prava vjera"; pošto je Avestanska literatura ukazivala da se to otkrovljenje dogodilo kada je Zaratustra imao 30 godina, 568. pr. Kr. je uzeta za godinu njegovog rođenja. To je ušlo u zapise kao početak Zaratustrine ere, pa i Perzijskog Carstva. Ovaj netočan datum se još spominje u mnogim enciklopedijama kao Zaratustrin datum rođenja.

### Parćanske i sasanidske modifikacije
Parćani (Arsakidska dinastija) su usvojili isti kalendarski sistem s manjim modifikacijama, a eru su datirali od 248. pr. Kr., kada su smijenili Seleukide. Njihova imena za mjesece i dane su parćanski ekvivalenti avestanskih, ranije korištenih, malo su se razlikovali od srednjoperzijskih imena koja su kasnije koristili Sasanidi. Npr. današnji perzijski mjesec Day je nazivan Dadvah (Tvorac), na parćanskom je to bilo Datush a Sasanidi su ga zvali Dadv/Dai (Dadar na Pahlaviju).
Ardašir I, osnivač Sasanidske dinastije,  224. je dodao pet dana na kraj godine i nazvao ih dani Gatha ili Gah po starim zoroastrijskim himnama istog imena. Ovo je bio kalendar od 365 dana, kakav je već postojao u Rimskom Carstvu (julijanski kalendar) i u Egiptu. Perzijanci su za egipatski sistem znali stoljećima, ali ga nikada nisu koristili. Novi sustav je stvorio konfuziju i naišao na otpor. Mnogi obredi su sprovođeni tijekom nekoliko dana kako neki sveti dan ne bi bio propušten. I do danas mnogi zoroastrijski praznici imaju dva datuma.
Da bi pojednostavio situaciju, Ardaširov unuk Hormizd I je povezao nove i stare svete dane u kontinuirane šesto dnevne proslave. Izuzetak je bio Novruz, jer su prvi i šesti dan mjeseca obilježavani zasebno, a šesti je postao značajniji kao Zaratustrin rođendan. Ali, reforma nije riješila sve probleme, pa je Jazdegard III, posljednji sasanidski vladar, uveo konačne promjene. Godina 631. je izabrana za početak nove ere i ovaj posljednji carski perzijski kalendar je poznat kao Yazdgerdi kalendar.

### Islamski kalendar
Ali, muslimanski Arapi su ubrzo zbacili dinastiju i postavili islamski kalendar, čisto lunarni. On je ocrtan u Kuranu i u posljednjoj Muhamedovoj poslanici. Umar, drugi kalif Islama, je počeo da broji godine u AH 17. (638.), smatrajući da se Hijra (Muhamedov prijelaz iz Meke u Medinu) dogodila u rujnu 622. Prvi dan godine je i dalje bio prvi dan mjeseca Muharema. Godine islamskog kalendara se označavaju AH (Anno Hegirae - na latinskom "u godini Hidžre"). Islamski lunarni kalendar je u Iranu dosta korišten do kraja 19. stoljeća.

## Jalalikalendar (1079)
Jalali ("Džalalov" ili "Dželalov") kalendar je u 11. stoljeću uveo panel astronoma (među njima i Omar Khayyam) na carskom opservatoriju u Seldžučkoj prijestolnici Isfahan. To je bio solarni kalendar, zamišljen kao odgovor na "šetanje" godišnjih doba u islamskom kalendaru. Rad je 1073. naručio sultan Jalal al-Din Malik Shah I, bio je podložan nemirnim vremenima, ali je srećom završen mnogo prije sultanove smrti 1092., nakon koje će opservatorij biti napušten. Kalendar je usvojen 15. ožujka 1079. i kalendarska era je nazvana Jalali u sultanovu čast.
Godina je uračunata od proljetne ravnodnevice, a svaki mjesec je bio određen prema ulasku Sunca (tranzitom) u odgovarajuću zodijačku regiju, u čemu su uključena poboljšanja starog indijskoga sistema Surya Siddhanta (Surya - solarna, Siddhanta - analiza, 4. stoljeće n.e.), koji je također osnova Indijskoga kalendara. Pošto vrijeme sunčevog tranzita može varirati 24 sata, dužine mjeseca pomalo variraju u različitim godinama (svaki mjesec može trajati između 29 i 32 dana).
Npr. mjeseci u posljednje dvije godine Dželalovog kalendara su imali ovoliko dana:
- 1303 AP: 30, 31, 32, 31, 32, 30, 31, 30, 29, 30, 29 i 30
- 1302 AP: 30, 31, 32, 31, 31, 31, 31, 29, 30, 29, 30 i 30

Pošto su mjeseci računati na osnovu preciznog vremena solarnog tranzita između zodijskih regija, razlika godišnjih doba nikada nije bila veća od jednog dana, nije bilo potrebe za prijestupnom godinom. Ipak, ovaj kalendar je bio veoma težak za izračunavanje; zahtijevao je puna efemeridska izračunavanja i promatranja da bi se odredila Sunčeva putanja. Neki tvrde da je u međuvremenu pojednostavljen, npr. da je uveden sistem s 8 prijestupnih godina u ciklusu od 33 godine. Omaru Hajamu su pripisana i neka druga pravila, npr. ciklus od 2820 godina. Ipak, originalni Jalali kalendar zasnovan na promatranjima (ili predviđanjima) solarnog tranzita ne bi zahtijevao ni prijestupne godine ni prilagođavanja za godišnja doba.
Grupa astronoma je također dala proračun dužine solarne godine od 365,24219858156 dana (365 dana, 5 sati, 48 minuta i oko 45,96 sekundi), Broj decimala odražava njihovu uvjerenost u ovaj proračun.
Tijekom životnog doba jednog čovjeka, dužina godine se mijenja na šestom decimalnom mjestu (manje od sekunde). Oni to nisu morali znati ali rezultat je ipak zapanjujuće točan: dužine godine u različitima točkama vremena su:
- 365,2421986 dana: Isfahanski tim, 1079.
- 365,242196 dana: kraj 19. stoljeća
- 365,242190 dana: kraj 20. stoljeća[1]

Ipak, zbog promjenjivosti trajanja mjeseca i teškoće izračunavanja kalendara, iranski kalendar je pojednostavljen 1925. (1304. AP).

### Iranska kalendarska reforma (1925.)
Drugi iranski Medžlis (Majlis) je 21. veljače 1911. pokušao u službenoj uporabi propisati korištenje pojednostavljenog solarnog kalendara. Sadašnji iranski kalendar je zakonski usvojen 31. ožujka 1925. u prvim godinama dinastije Pahlavi. Zakonom je rečeno da prvi dan u godini (u pravoj solarnoj godini) treba biti na prvi dan proleća, "kako je nekada bilo" (کماکان). Također je određen broj dana u svakom mjesecu, koji je ranije varirao tropskim zodijakom. Vraćena su stara perzijska imena, koja se i danas koriste. Početak ere je postavljen na 622. (godinu Hidžra). Odbačeni su 12-godišnji ciklusi, preuzeti iz Kinesko-ujgurskog kalendara, do tada čest u upotrebi.
Prvih šest mjeseci traju 31 dan, sljedećih pet 30 dana a posljednji mjesec 29 (u prijestupnoj godini 30) dana. Prvih šest mjeseci su duži jer se Sunce kreće duž ekliptika nešto sporije tijekom sjevernog proljeća i ljeta (tj. treba mu nešto više vremena da prijeđe odgovarajući put). 
Afganistan je službeno usvojio kalendar 1957. s različitim imenima mjeseci. Dari dijalekt perzijskog jezika u Afganistanu rabi arapske nazive zodijačkih znakova (ista su imena korištena i u Iranu prije 1925.). Paštu jezik rabi vlastite nazive zodijačkih znakova.

## Vanjske poveznice
(na engleskome)
- The Persian Calendar  Arhivirana inačica izvorne stranice od 28. ožujka 2007. (Wayback Machine)(i na nemačkom) Jednostavno objašnjenje ovog i još nekih kalendara
- An Iranian calendar toolbar for Internet Explorer and Firefox
- Online Persian Calendar from aaahoo portal
- Online Persian Calendar Generator and Convertor  Arhivirana inačica izvorne stranice od 22. travnja 2007. (Wayback Machine)
- Online Afghan Calendar with Gregorian, Hejrah-e shamsi and Hejrah-e qamari dates